# ローラ・バーグ
ローラ・ケイ・バーグ（Laura Kay Berg、1975年1月6日 - ）は、アメリカ合衆国カリフォルニア州ウィッティア出身の女子ソフトボール選手（外野手）。左投左打。

## 経歴
1998年にカリフォルニア州立大学フレズノ校（フレズノステート・ブルドッグス）を卒業。
ソフトボールがオリンピックの正式種目となった1996年アトランタオリンピックから4大会連続でアメリカ代表メンバーに選出。初出場から3大会連続で金メダルを獲得していたが、2008年北京オリンピックでは決勝で日本に敗れ、4大会連続はならなかった。
2000年シドニーオリンピックでの日本との決勝では、延長8回裏に高山樹里よりレフト前にサヨナラヒットを放ち、アメリカの2連覇に貢献した。
2012年にオレゴン州立大学（オレゴンステート・ビーバーズ）のヘッドコーチに就任。